# Димитър Ковачев – Фънки
Димитър Ковачев – Фънки е български музикант и бизнесмен, част от групата „Черно фередже“. Управител е на „София мюзик ентърпрайсис“.

## Биография
Роден е през 1960 г. в София.
Работил е като санитар в инфекциозна болница, но по-късно постъпва в Държавната консерватория.
През 1991 г. заедно с Иван Несторов – Амебата основават мениджърската фирма „София мюзик ентърпрайсис“. На следващата година Фънки става вокалист на група Ера, заменяйки Любомир Малковски. С Фънки в състава си групата издава англоезичния си албум Point of view, но през 1994 г. групата се разпада. След това Фънки свири за кратко като гост музикант в Монолит, а през 2003 г. се присъединява към Sheky and the boody boys, където свири с бившия си колега от Ера, Михаил Яланджиев – Църо. Двамата свирят и в индъстриъл групата Alien Industry. От 2006 г. Димитър Ковачев е бас китарист на група Турбо, взимайки участие в записите на албума „Съдба“.
В периода 2008 – 09 г. Фънки е част от журито във втория и третия сезон на предаването Мюзик айдъл. През 2012 г. участва във Vip Brother, а през 2013 г. е жури в авторския формат на ТВ7 – „Музикална академия“.
От 2015 г. е част от журито на „Като две капки вода“. Участва и в Big Brother Most Wanted през 2017 година.
През 2021 г. Фънки прави своя театрален дебют като гост актьор в комедията „Веселата карета“ на Елин Рахнев, продуцирана от Драматично-куклен театър „Иван Димов“, Хасково.

### Цената на властта (2023)
През 2023 г. Димитър Ковачев – Фънки изпълнява роля в политическия трилър „Цената на властта“ на режисьора Исидор Карадимов. Във филма той играе Ангелов – високопоставен политик и символ на стария режим, чиято мистериозна смърт поставя началото на серия от събития, свързани с борбата за власт и влияние. Образът на Ангелов е ключов за изграждането на напрежението в сюжета и задава тона на цялата история.
Филмът разглежда теми като корупция, морална деградация и политически заговори в България след 1989 г. Премиерата се състои на 1 декември 2023 г., като лентата се излъчва в повечето големи кина в страната и попада в класациите за най-гледани родни продукции през годината.